# Белфон (Златна обала)
Белфон (фр. Bellefond) насеље је и општина у источном делу централне Француске у региону Бургоња, у департману Златна обала која припада префектури Дижон.
По подацима из 2011. године у општини је живело 767 становника, а густина насељености је износила 310,53 становника/km². Општина се простире на површини од 2,47 km². Налази се на средњој надморској висини од 296 метара (максималној 324 m, а минималној 269 m).

## Демографија
| 1962. | 1968. | 1975. | 1982. | 1990. | 1999. | 2011. |
| ----- | ----- | ----- | ----- | ----- | ----- | ----- |
| 201   | 209   | 274   | 481   | 677   | 724   | 767   |

График промене броја становника у току последњих година